# Rudolf-August Oetker
Rudolf August Oetker, född 20 september 1916, Bielefeld, död 16 januari 2007 i Hamburg, tysk företagsledare och chef för Dr. Oetker
Rudolf-August Oetker, barnbarn till August Oetker breddade Dr. Oetker och arbetade efter idén om diversifiering för att sprida riskerna. Detta innebar utvecklingen och skapandet av dagens Oetkerkoncern. August Oetker har stått för en internationalisering av företaget med satsning på nya marknader i Europa under senare år. Företagets olika delar drivs fortfarande av medlemmar ur familjen Oetker.